# Església de Sant Martí de Cedofeita
L'església de Sant Martí de Cedofeita (en portuguès Igreja de São Martinho de Cedofeita) és una senzilla església romànica del segle xii a Porto, Portugal. És la més antiga de la ciutat. La tradició explica que fou construïda en el lloc en què Teodomir, rei dels sueus, es va convertir al cristianisme al segle vi.
És una església particular en l'arquitectura romànica portuguesa per ser l'únic edifici amb només una nau coberta per una volta de pedra, cosa que explica la presència de densos contraforts exteriors a les parets laterals. Està doncs formada per una nau i té un absis quadrangular separat per arc creuer recolzat sobre de capitells calcaris.

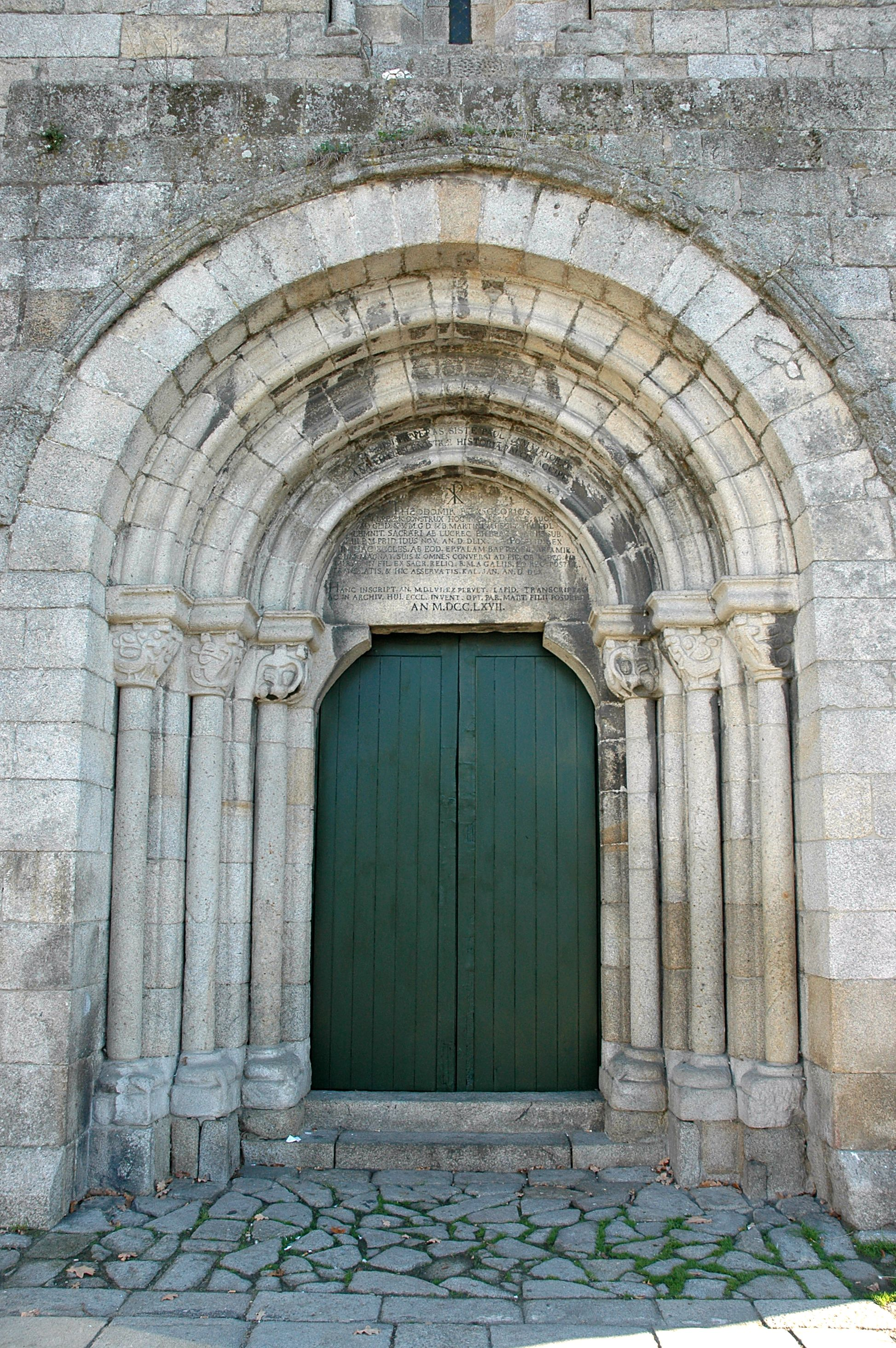
Porta principal

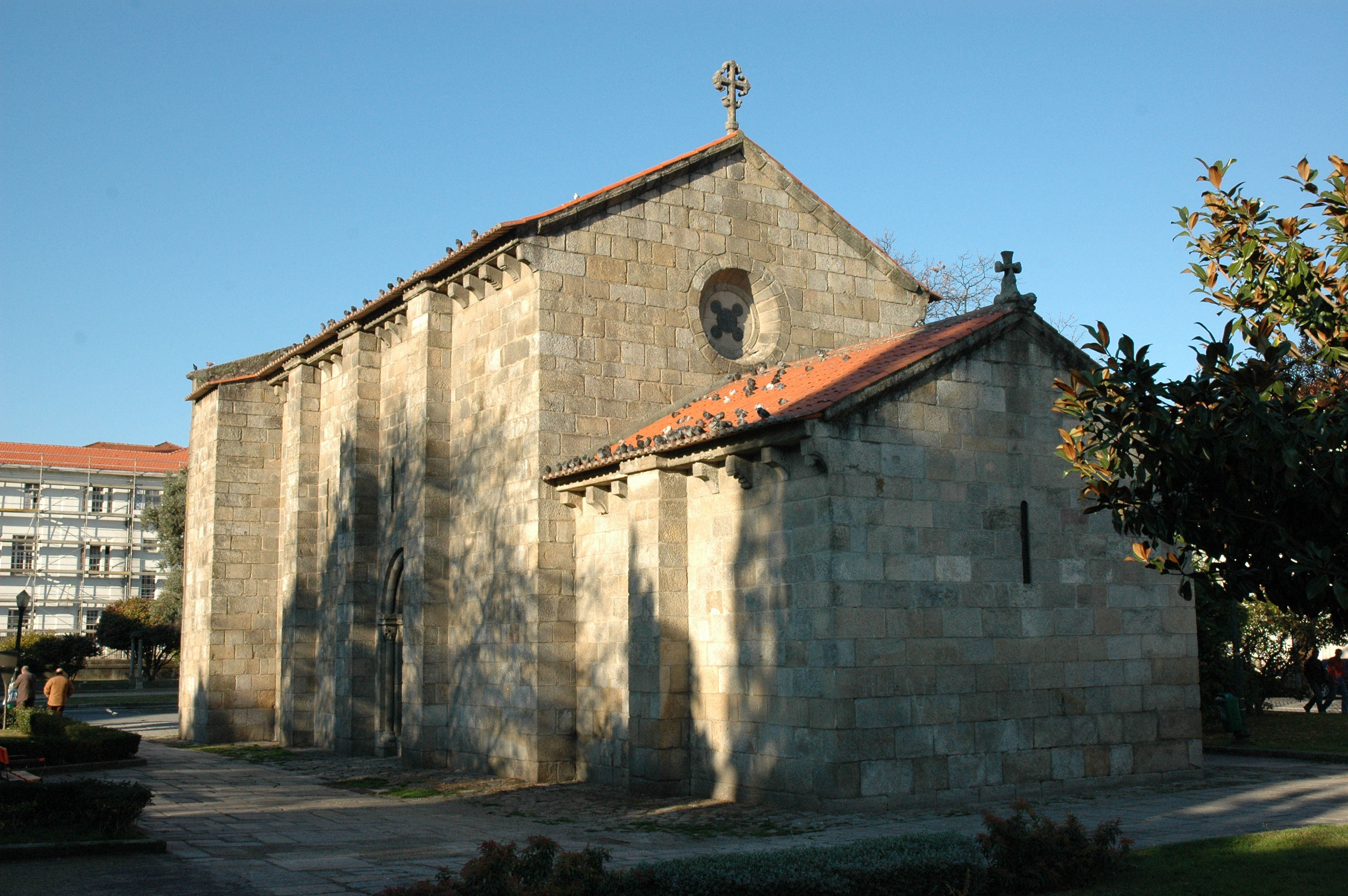
Capçalera, amb absis quadrangular

La nau està coberta per una volta de canó composta per quatre trams, i tres arcs torals suportats per columnes adossades amb capitells granítics de tractament bisellat. La capçalera es compon de dos trams i els seus murs interiors s'organitzen en dos. En el primer es veu una seqüència d'onze arcades cegues amb petites columnes. Per sobre, hi ha una obertura a cada costat, l'arranjament del qual resulta d'una concepció diferent de la primitiva.
Hi ha tres portals. El de la façana principal, amb tres petites columnes i arquivoltes, amb capitells amb decoració animalista, revela tendències de Coïmbra. En el timpà, hi ha una inscripció del segle xviii. Per sobre del portal, hi ha una obertura en arc ple, sostingut per petites columnes. Al portal nord, hi ha un Agnus Dei gravat al timpà. Aquí són nítides les influències limosines, especialment en l'ús dels capitells sense imposta, tal com els trobem a la catedral de Porto. L'aspecte massís de la façana occidental pot ser una solució diferent de la inicial.